# معامل بيتا
معامل بيتا هو المقياس الأساسي لنموذج تسييل الأصول الرأسمالية.
وهو يقيس ويحسب التذبذب في مقدار المخاطرة بين أصل ما وآخر و يتم حسابه لمعرفة مقدار المخاطرة وبالتالي تقدير العائد المطلوب على مثل هذه المخاطرة.